# Habana Abierta
 (juillet 2013).
Habana Abierta (Havane ouverte, littéralement), est un collectif des jeunes musiciens, sculpteurs, auteurs, acteurs, qui a émergé au début des années 1990 avec sa propre identité à La Havane.
Il a été formé par Kelvis Ochoa, Boris Larramendi, Ihosvany Caballero (Vanito) Brown, Luis Barbería, Alejandro Gutiérrez, Jose Luis Medina, Pepe del Valle et Andy Villalón. Kiki Ferrer à la batterie, Nam-San Fong à la guitare électrique et Haruyoshi à la basse, complètent le groupe. 
Leur musique est une fusion de rythmes qu'eux mêmes qualifient de "rockason", "timbaconrock", "rumbaconfunk" ou "congaconpop".
Le groupe a sorti trois albums Habana Abierta, 24 Horas et Boomerang.
Trois de ses membres ont enregistré un disque en solo : Kelvis par Kelvis Ochoa, Boris qui a enregistré Yo no tengo la culpa (Je ne suis pas coupable), et Luis Barbería, un album au nom homonyme.
En ce moment, Boris et Kelvis travaillent à leur deuxième disque en solo et Vanito à son premier.